# Kate (Jonathan)
Pour les articles homonymes, voir Kate.
Kate est le septième tome de la série de bande dessinée Jonathan, de Cosey. C'est aussi le nom du personnage principal de l'album.
À chaque album de la série est associée une liste de musiques d'ambiance. Pour ce tome : 
- Oregon : Out of the Woods (en)
- Kate Bush : The Kick Inside
- Bob Dylan : The Freewheelin' Bob Dylan

## Personnages
- Jonathan
- Kate Henderson : fille de l'ambassadeur des États-Unis à New Delhi. Fumeuse de beedies, collectionneuse de Thanka, passionnée de culture indienne. Elle pratique la médiation, le yoga. Elle a une cicatrice au creux de la main. Elle est atteinte d'une grave maladie et doit se soigner en permanence.
- Prabatt : médecin, employé par le père de Kate, il est chargé de son suivi médical. Il passe son temps à la surveiller.
- Chongchup-pa : poète indien, auteur du poème : Le Château de l'oiseau Blanc

## Résumé
Srinagar, octobre 1977, Jonathan fait la connaissance de Kate, jeune américaine. Ils sont en concurrence pour l'achat d'une thanka. Kate va l'emporter haut la main. Pour se faire pardonner, elle propose à Jonathan de lui donner une Thanka de sa collection et l'invite à une réception à l'ambassade de New Dehli. Ils se découvrent une même passion pour la culture indienne.
Kate propose à Jonathan de partir à la recherche d'une légende : le Château de l'oiseau blanc. Elle possède le journal d'un missionnaire qui semble l'avoir retrouvé. Jonathan accepte de l'accompagner. Ils gagnent la vallée du Bhawadendra. Kate est bizarre, toujours en alerte, elle se sent suivie. Elle blesse un villageois qu'elle a pris pour Prabatt, un employé de son père. Jonathan est perplexe, mais il décide de l'aider sans chercher à comprendre. Ils sont maintenant seuls, en pleine montagne, les journées passent, les provisions aussi. Kate s'entête, elle ne veut pas redescendre. Elle retrouve la trace du missionnaire et un fragment de son journal dans lequel il écrit sa certitude : "le Château de l'oiseau blanc est en nous." Kate s'effondre, elle révèle à Jonathan sa maladie, la liberté et le bien être qu'elle a trouvés en sa compagnie. Mais, son état de santé se détériore...
Ils sont sauvés par l'arrivée providentielle, en hélicoptère, de Prabatt. Kate est transportée à l'hôpital ; un traitement pourrait la guérir. Elle part aux États-Unis pour six mois, un an.

## Récompenses
- 1982: Prix Alfred du meilleur album à Angoulême[1]

## Documentation
- José-Louis Bocquet, « Le Guide des meilleurs albums : Kate », dans Jean-Luc Fromental (dir.), L’Année de la bande dessinée 81/82, Paris, Temps Futurs, 1982, p. 47.